# Metalac Gornji Milanovac
Metalac Gornji Milanovac (code BELEX : MTLC) est une holding serbe qui a son siège à Gornji Milanovac. Elle travaille notamment dans les secteurs de la fabrication et de la distribution. Elle entre dans la composition du BELEX15 et du BELEXline, les deux indices principaux de la Bourse de Belgrade,.

## Histoire
Metalac Gornji Milanovac a été créée en 1959 et a été transformée en société par actions en 1998. Le 25 juin 2004, elle a été admise au libre marché de la Bourse de Belgrade.

## Activités
Metalac Gornji Milanovac produit toutes sortes de matériels pour la cuisson des aliments, comme des cocottes émaillées, des casseroles et des poêles antiadhésives ou en acier inoxydable ; elle propose également des éviers en acier, des chauffe-eau ou des emballages.
Metalac dispose de 14 filiales, parmi lesquelles, on peut citer Metalac Metalurgija a.d., qui, pour la holding, commercialise en gros des métaux ferreux et non ferreux, vend en gros les produits de la société dans la province de Voïvodine et distribue les produits de la société Alfa plam Vranje, et Metalac Proleter a.d., spécialisée dans la vente en gros et en détail. Quatre filiales sont engagées dans le secteur de la production : Metalac Posuđe d.o.o. fabrique des ustensiles de cuisson, Metalac Inko d.o.o. est spécialisée dans la fabrication des éviers,, Metalac Print d.o.o. fabrique des emballages et Metalac Bojler d.o.o. fabrique des accumulateurs électriques et des chauffe-eau de petite capacité. Metalac Market d.o.o., spécialisée dans la vente de détail des produits du groupe en Serbie, commercialise aussi de la vaisselle en verre, en porcelaine et en céramique et gère 55 magasins En Serbie, ; Metalac Trade d.o.o. commercialise des équipements ménagers et notamment de la vaisselle,. Metpor d.o.o. vend des fibres textiles industrielles, notamment en polyester, et du linge de maison sous la marque Jacquard.
Depuis 2007, Metrot d.o.o. vend les produits de Metalac en Russie, ; Promo-Metal d.o.o., fondée en 2006, les distribue en Croatie sous les marques Metalac et Sigma,, Metalac Market Podgorica d.o.o., elle aussi fondée en 2006, les distribue au Monténégro. L'entreprise distribue également ses produits aux États-Unis à travers sa filiale Metalac Group USA, créée en 2010, ou encore en Ukraine à travers sa filiale Metalac Ukrajna d.o.o.

## Données boursières
Le 10 juin 2014, l'action de Metalac Gornji Milanovac valait 2 175 RSD (18,81 EUR). Elle a connu son cours le plus élevé, soit 6 505 RSD (56,28 EUR), le 17 avril 2007 et son cours le plus bas, soit 140 RSD (1,21 EUR), le 4 avril 2002.
Le capital de Metalac Gornji Milanovac est détenu à hauteur de 58,82 % par des personnes physiques et à hauteur de 14,01 % par la Erste Bank Novi Sad.